# Julien Benda
Julien Benda (Parigi, 26 dicembre 1867 – Fontenay-aux-Roses, 7 giugno 1956) è stato un filosofo e scrittore francese.

## Vita
Julien Benda proveniva da una famiglia ebraica assimilata di commercianti, e studiò matematica e storia.
All'inizio del XX secolo, come rappresentante del realismo, si oppose alle posizioni irrazionaliste nella filosofia e nell'arte, e nella sua opera Belphégor (1918) condannò l'emotività e l'intuizione. Perciò tra il 1912 e il 1914 fu coinvolto in una polemica con Henri Bergson e la sua filosofia.
In particolare nel romanzo L'ordination (1910/1912) e nel famoso trattato La Trahison des Clercs ("Il tradimento dei chierici", 1927) lamentava polemicamente la tendenza degli intellettuali francesi e tedeschi, nel XIX e XX secolo, a tradire la loro posizione universalista, il valore della giustizia e la democrazia, e a dedicarsi invece sempre più a "passioni politiche" come la lotta di classe, il nazionalismo e il razzismo. Benda criticò aspramente soprattutto i suoi compatrioti francesi Charles Maurras e Maurice Barrès. La sua idea di "intellettuale" descrive una classe sociale, "le cui attività già dalla loro essenza non sono dirette a fini pratici; persone, che cercano soddisfazione nell'arte, nella scienza o nella speculazione metafisica -, in breve, nel possesso di beni immateriali". Il termine usato da Benda in francese è clercs, che richiama i monaci, dediti alla meditazione e alla riflessione, in contrapposizione ai laici, uomini d'azione. Come esempi di intellettuali sceglie Platone, Cartesio e Kant. Benda difese l'approccio temperato e spassionato della cultura classica e l'internazionalismo della tradizione cristiana. Secondo Gramsci la concezione dell'intellettuale propria di Benedetto Croce è assimilabile a quella di Benda.
Nel Discours à la nation européenne (1933) Benda si impegnava già per una Unione europea razionalista e propugnava una ragione sovranazionale.
Durante la seconda guerra mondiale, all'instaurarsi del regime di Vichy, visse in clandestinità in modo quasi monastico. Su questo periodo pubblicò nel 1947 Exercice d'un enterré vif, juin 1940-août 1944 ("Esercizio di un sepolto vivo, giugno 1940-agosto 1944"). Nel 1942 riuscì a far pubblicare negli Stati Uniti il suo scritto La grande épreuve des démocraties (1942), in cui si opponeva criticamente al Fronte Popolare e al nazionalsocialismo.
Dopo la fine della guerra, prese posizioni nettamente contrarie a qualsiasi amnistia verso i collaborazionisti e a una riconciliazione nazionale, contrapponendosi per esempio a Jean Paulhan, che pure era medaglia al merito della Resistenza francese. Si avvicinò invece al Partito Comunista Francese, giungendo a giustificare le epurazioni staliniane avvenute in Ungheria.
Morì nel 1956.

## Influenza
In conseguenza delle successive edizioni della sua opera sul tradimento degli intellettuali, anche dopo la sua morte Benda ha provocato ripetute discussioni tra gli intellettuali francesi e nella sfera pubblica, negli anni '50 e '70, sul ruolo dell'intellettuale e il suo rapporto con il potere nella società. In Germania la sua opera è stata meno considerata, benché Benda si fosse riferito anche agli intellettuali tedeschi. Solo negli anni '80 Edward Said si è richiamato a Benda, e da una lettura controversa della sua opera sul Tradimento ha sviluppato la sua idea dei "weltlichen Intellektuellen". Nel mondo anglosassone, Benda sembra essere poco letto al giorno d'oggi. Il Tradimento è l'unica opera tradotta in inglese. Il fatto che Roger Kimball abbia scritto l'introduzione per un'edizione del 2006 di questa traduzione suggerisce che Benda riceva un certo rispetto tra i pensatori conservatori di lingua inglese. In Italia si è richiamato esplicitamente a Benda Norberto Bobbio.

## Opere
- Les sentiments de Critias – 1917
- Belphégor: essai sur l'esthétique de la présente société française – 1919
- Les amorandes – 1922
- La croix de roses; précédé d'un dialogue d'Eleuthère avec l'auteur – 1923
- Lettres à Mélisande – 1926
- L'ordination – 1926
- La trahison des clercs 1927
- Cléanthis ou du Beau et de l'actuel – 1928
- Properce, ou Les amants de Tibur – 1928
- Appositions – 1930
- Esquisse d'une histoire des Français dans leur volonté d'être une nation – 1932
- Discours à la nation européenne – 1933
- La jeunesse d'un clerc – 1936
- Précision (1930-1937) – 1937
- Un régulier dans le siècle – 1937
- La grande épreuve des démocraties. Essai sur les principes démocratiques: leur nature, leur histoire, leur valeur philosophique. – 1942
- Exercice d'un enterré vif, juin 1940-août 1944 – 1945
- La France byzantine, ou, Le triomphe de la littérature pure: Mallarmé, Gide, Proust, Valéry, Alain, Giraudoux, Suarès, les Surréalistes: essai d'une psychologie originelle du littérateur – 1945
- Du poétique. Selon l'humanité, non selon les poètes – 1946
- Non possumus. À propos d'une certaine poésie moderne – 1946
- Le rapport d'Uriel – 1946
- Tradition de l'existentialisme, ou, Les philosophies de la vie – 1947
- Trois idoles romantiques: le dynamisme, l'existentialisme, la dialectique matérialiste – 1948
- Du style d'idées: réflexions sur la pensée, sa nature, ses réalisations, sa valeur morale – 1948
- Les cahiers d'un clerc, 1936-1949 – 1949
- La crise du rationalisme – 1949

### Traduzioni in italiano
- Belfagor, Palermo, Flaccovio, 1991
- L'ordinazione, Palermo, Sellerio editore, 1990
- Il rapporto di Uriele, Bologna, Il Mulino, 1996
- Discorso alla nazione europea, Venezia, Marsilio, 1999
- Properzio ovvero Gli amanti di Tivoli, Macerata, Liberilibri, 2008
- Il tradimento dei chierici. Il ruolo dell'intellettuale nella società contemporanea, Torino, Einaudi, 2012